# James Taylor Quartet
El James Taylor Quartet es una banda británica de acid jazz y jazz funk, creada en Rochester, Inglaterra, en 1985. Se conoce también por sus siglas JTQ.
Fue creada por James Taylor (órgano Hammond, cantante) tras la disolución de su anterior banda, The Prisoners, como consecuencia de la crisis del sello Stiff Records. Además de Taylor, la componen actualmente Chris Montague (guitarra), Andrew McKinney (bajo eléctrico) y Adam Betts (batería), aunque usualmente se complementa con una sección de metales, integrada ahora por John Willmott (saxo tenor/flauta) y Nick Smart (trompeta), además de la cantante Yvonne Yanney.
No tiene relación alguna con el cantautor estadounidense, James Taylor.

## Historial
Su primer sencillo, "Blow-Up" (una versión funky del tema de Herbie Hancock), se editó en 1985 en el sello "Re Elect The President", que se convertiría en el sello del Acid Jazz. El álbum de debut del grupo, Mission Impossible, se publicó al año siguiente y consistió en versiones de temas de películas de los años 1960, entre ellos "Alfie", "Mrs. Robinson" y "Goldfinger". Su segundo disco,The Money Spyder, era la banda sonora de una película imaginaria de espías..
The James Taylor Quartet obtuvo una poderosa reputación como banda de directo, introduciendo elementos de dance e improvisaciones de jazz. En este periodo grabó también su tema más conocido, "The Theme from Starsky & Hutch".
The James Taylor Quartet ha grabado algunos discos bajo el nombre de "New Jersey Kings", en un estilo muy similar al de la banda titular, basado en el órgano Hammond de Taylor.

## Discografía
Como JTQ
- Mission Impossible (1987)
- The Money Spyder (1987)
- The First Sixty Four Minutes (1988) Repackage of Mission: Impossible and The Money Spyder
- Wait a Minute (1988)
- Get Organized (1989)
- Do Your Own Thing (1990)
- Supernatural Feeling (1991)
- Absolute - JTQ Live (1991) (álbum de estudio con el añadido de sonidos de directo)
- Extended Play (EP) (1994)
- BBC Sessions (1995)
- Retro Acid Jazz (1995)
- In the Hand of the Inevitable (1995)
- (A Few Useful Tips about) Living Underground (1996)
- Creation (1997)
- Whole Lotta Live (1998)
- Blow Up! A JTQ Collection (1998)
- JTQ, A Collection - the Best of the Acid Jazz Years (1999)
- Penthouse Suite (live) (1999)
- A Bigger Picture (1999)
- Swinging London (2000)
- Message From The Godfather (2001)
- Hammond-Ology (2001)
- Room at the Top (2002)
- The Oscillator (2003)
- The Hustle (2004)
- A Taste of Cherry (2006)
- Picking Up Where We Left Off (2007) (James Taylor's 4th Dimension)
- Don't Mess With Mr. T (2007)
- James Taylor Quartet Presents... The Cinema Sessions (2CD) (2007)
- Live At The Jazz Cafe (2008)
- New World (2009)
- The Template (2011)
- Closer To The Moon! (Real Self RS-4334, 2013)
- Hammond A Go–Go: The Best Of Acid Jazz (Not Bad Records BAD2CD-014, 2014) [2CD]
- The Rochester Mass (Cherry Red CDBRED-672, 2015)
- Bumpin' On Frith Street – Live At Ronnie Scott's (Gearbox RSGB-1002, 2016)

Como "New Jersey Kings"
- Party to the Bus Stop (1992)
- Stratosphere Breakdown (1995)
- Uzi Lover (2001)